# El Carpio de Tajo
El Carpio de Tajo é um município da Espanha na província de Toledo, comunidade autónoma de Castilla-La Mancha, de área 114 km² com população de 2191 habitantes (2006) e densidade populacional de 19,25 hab/km².

## Demografia
| Variação demográfica do município entre 1991 e 2004 | Variação demográfica do município entre 1991 e 2004 | Variação demográfica do município entre 1991 e 2004 | Variação demográfica do município entre 1991 e 2004 |
| --------------------------------------------------- | --------------------------------------------------- | --------------------------------------------------- | --------------------------------------------------- |
| 1991                                                | 1996                                                | 2001                                                | 2004                                                |
| 2375                                                | 2332                                                | 2206                                                | 2181                                                |